# IC 3875
IC 3875 је галаксија у сазвјежђу Береникина коса која се налази на листи објеката дубоког неба у Индекс каталогу.
Деклинација објекта је + 22° 2' 9" а ректасцензија 12h 54m 37,2s. Привидна величина (магнитуда) објекта IC 3875 износи 15,5 а фотографска магнитуда 16,5. IC 3875 је још познат и под ознакама Reiz 2990, PGC 1662288.